# Stictocardia mojangensis
Stictocardia mojangensis är en vindeväxtart som först beskrevs av Wilhelm Vatke, och fick sitt nu gällande namn av D.F.Austin och Eich. Stictocardia mojangensis ingår i släktet Stictocardia och familjen vindeväxter. Inga underarter finns listade i Catalogue of Life.